# Districte de Sultanpur
El districte de Sultanpur és una divisió administrativa de l'Uttar Pradesh, divisió de Faizabad, amb capital a Sultanpur. La superfície és de 1.713 km² i la població d'1.083.904 habitants.

## Administració
Està dividit en 7 tahsils dins dels quals 24 blocs (blocks) de desenvolupament rural:
- Sadar (Sultanpur)
  - Dhanpatganj
  - Kurebhar
  - Jaisinghpur
  - Kurwar
  - Dubepur
- Kadipur 
  - Dostpur
  - Akhand Nagar
  - Kadipur
  - Karaundi Kala (creat darrerament)
  - Motigarpur (creat darrerament)
- Lambhua
  - Bhadaiyya
  - Lambhua
  - Pratap Pur Kamicha
- Musafirkhana 	
  - Shukul Bazar
  - Jagdishpur
  - Musafir Khana
  - Baldirai
- Amethi 	
  - Amethi
  - Bhetua
  - Bhadar
  - Sangrampur
- Gauriganj 	
  - Jamo
  - Shahgarh
  - Gauriganj
- Jaisinghpur (creat darrerament)

Hi ha una municipalitat (Sultanpur), un consell urbà (Korwa) i cinc ciutats:
- Amethi
- Dostpur
- Kadipur
- Musafirkhana
- Koiripur

## Història
Sultanpur portava el nom de Kusabhavanpur i hauria estat fundada per Kusa, fill de Rama. Fin a la conquesta musulmana el districte fou dominat pels bhars però no tenia cap ciutat important i no apareix als historiadors musulmans. Hauria estat conquerida al final del segle XIII o al XIV. Al segle XV va formar part del sultanat de Jaunpur i després va passar als lodis de Delhi, a la caiguda dels quals després de la primera batalla de Panipat el 1526 guanyada per Baber, va passar als mogols i excepte el breu període suri que va durar del 1540 al 1555 va restar a les seves mans fins al segle XVIII. Sota Akbar el que després fou el districte pertanyé en part a la suba d'Oudh i en part a la d'Allahabad. Al segle XVIII fou part del territori del nawab d'Oudh, progressivament independent, i que fou annexionat pels britànics el 1856. El mateix any es va formar el districte de Sultanpur que incloïa parts dels districtes de Barabanki i Rae Bareli; li foren afegits alguns territoris de Faizabad; el 1869 va agafar la seva organització que amb lleugeres variacions, va perdurar amb una superfície de 4.437 km².
El 9 de juny de 1857 es van revoltar les tropes natives locals; les dones i criatures havien estat enviades poc abans a Allahabad (7 de juny) on van poder arribar sans i estalvis. Els rebels van disparar contra els seus oficials i el coronel Fisher, comandant de l'estació, i el capità Gibbons, van morir, així com dos oficials civils, A. Block i S. Stroyan, que van morir al fugir un ofegat al riu i l'altra d'un tret quan el volia creuar. Alguns sobrevivents van ser acollits pel raja de Dera que va romandre lleial, però els altres talukdars van abraçar la causa rebel. El novembre del 1858 el districte va quedar altre cop pacificat en mans dels britànics.

## Geografia
El tahsil de Sultanpur tenia una superfície de 1.316 km² i una població de 340.211 el 1901 repartida en una ciutat i 828 pobles.

## Arqueologia
- Ghat a Sitakund, al Gumti
- Dhopap, a la vora del Gumti, amb les ruïnes d'un fort construït per Sher Shah Suri conegut com a Shahgarh.